# Irodaszer
Az irodaszerek témakörébe soroljuk a különféle papírokat, íróeszközöket, irodai kisgépeket, bélyegzőket, üdvözlőkártyák stb.

## Irodaszer történelem
Az első „papírt” valószínűleg 105-ben Kínában készítették. Kezdetben selyemből, mely drága volt, így később bambusznád lett az alapanyaga. Az első ceruzák jóval később, az 1500-as évek második felében jelentek meg, míg az első golyóstollak megjelenésére egészen az 1800-as évek végéig kellett várni.
Az irodaszereket kezdetben könyvesboltokban árulták, melyek legtöbbször egyetemek közelébe települtek. A középkorban elsősorban alkalmi vásárokon, illetve különféle házaló könyvárusoktól lehetett beszerezni a papírokat, írószereket. 
A modern értelemben vett irodaszerek megjelenése a viktoriánus korra tehető, melyek ekkor a társadalmi etikettben fontos szerepet játszottak. A jó minőségű papírok és író eszközök az esküvői vagy báli meghívók készítéséhez nélkülözhetetlenek voltak.
A legismertebb magyar papír-írószer kereskedelemmel foglalkozó cég az ÁPISZ (Állami Papír és Írószer Kereskedelmi Vállalat), melyet 1949-ben alapítottak.

## Csoportosításuk
- Asztali eszközök: lyukasztó, tűzőgép, kapocs, szalag, adagoló
- Rajzeszközök: ceruza, színes ceruza, ecset, akvarell
- Radír
- Tintapatronok és tonerek: mátrixnyomtató festékszalag, tintapatron, lézer nyomtató toner, fénymásoló toner
- Iratrendezés, archiválás: mappa, doboz, iratrendező
- Levelezés kellékei: boríték, doboz
- Papíráru: jegyzettömb, naptár, másolópapír, etikett, leporelló, nyomtatvány
- Íróeszközök: golyóstoll, töltőtoll, ceruza, szövegkiemelő

## Fordítás
- Ez a szócikk részben vagy egészben a Stationery című angol Wikipédia-szócikk ezen változatának fordításán alapul.  Az eredeti cikk szerkesztőit annak laptörténete sorolja fel. Ez a jelzés csupán a megfogalmazás eredetét és a szerzői jogokat jelzi, nem szolgál a cikkben szereplő információk forrásmegjelöléseként.